# الگیس بودریس
الگیس بودریس (انگلیسی: Algis Budrys؛ ۹ ژانویه ۱۹۳۱ – ۹ ژوئن ۲۰۰۸) یک نویسنده، پدیدآور، و رمان‌نویس اهل ایالات متحده آمریکا بود.